# Till the World Ends
„Till the World Ends“ је песма америчке певачице Бритни Спирс. Издата је 4. март 2011. године, као други сингл са албума „Femme Fatale“. Песма је доживела велики успех. Ова песма је Бритнин највећи хит на радију. Продала је више од 2.300.000 само у Америци. Ова песма такође има и ремикс са Кешом и Ники Минаж.
Снимљен је спот који говори о смаку света.

## Цертификације
1. Америка: 2 пута Платинумски Тираж (2,300,000)
2. Енглеска: Бронзани Тираж (150,000)
3. Аустралија: Платинумски Тираж (70,000)
4. Белгија: Златан Тираж
5. Данска: Златан Тираж
6. Нови Зеланд: Златан Тираж
7. Шведска: Платинумски Тираж